# Kendji
Kendji è il primo album in studio del cantante francese Kendji Girac, pubblicato nel 2014.

## Tracce
1. Color Gitano – 3:33
2. Andalouse – 2:49
3. Mon univers – 3:24
4. Viens chez nous – 3:31
5. Cool – 3:19
6. Mi amor – 3:50
7. Avec toi – 3:29
8. Baïla amigo – 3:18
9. Je m'abandonne – 3:17
10. Gentleman (feat. Marine Basset) – 3:01
11. Au sommet – 3:35
12. Elle m'a aimé – 3:28
13. Bella (Bonus) – 4:00

Tracce bonus
1. La bohème – 3:23
2. Color Gitano (acoustic version) – 2:00
3. Andalouse (acoustic version) – 1:44